# معاذ بن الحارث
معاذ بن الحارث المعروف بـ معاذ بن عفراء صحابي من الأنصار من بني غنم بن مالك بن النجار من الخزرج، شهد بيعة العقبة الأولى والثانية، وكان أحد الستة الأوائل الذين أسلموا على يد النبي محمد في مكة، ومهّدوا لدعوته في يثرب، بل وزعم الواقدي أن معاذًا ورافع بن مالك الزرقي كانا أول من أسلم من الأنصار.
ولما هاجر النبي محمد إلى يثرب، آخى النبي محمد بينه وبين معمر بن الحارث الجمحي، وشهد معاذ مع النبي محمد المشاهد كلها، وشارك في قتل أبو جهل عمرو بن هشام المخزومي يوم بدر.
عاش معاذ بن عفراء إلى أن توفي في خلافة علي بن أبي طالب، وترك من الولد عبيد الله أمه حبيبة بنت قيس بن زيد الظفرية الأوسية، والحارث وعوف وسلمى ورملة أمهم أم الحارث بنت سبرة بن رفاعة النجارية، وإبراهيم وعائشة أمهما أم عبد الله بنت نمير بن عمرو الجهنية، وسارة أمها أم ثابت رملة بنت الحارث النجارية. ولمعاذ رواية للحديث النبوي أوردها النسائي في سننه.
وقد ثبت في «الصحيحين» ، من طريق يوسف بن يعقوب بن الماجشون ، عن صالح بن إبراهيم بن عبد الرحمن بن عوف ، عن أبيه عن عبد الرحمن بن عوف ، قال : إني لواقف يوم بدر في الصف ، فنظرت عن يميني وشمالي ، فإذا أنا بين غلامين من الأنصار حديثة أسنانهما ، فتمنيت أن أكون بين أضلع منهما ، فغمزني أحدهما فقال : يا عم ، أتعرف أبا جهل ؟ فقلت : نعم ، وما حاجتك إليه ؟ قال : أخبرت أنه يسب رسول الله صلى الله عليه وسلم ، والذي نفسي بيده لئن رأيته ، لا يفارق سوادي سواده حتى يموت الأعجل منا ، فتعجبت لذلك ، فغمزني الآخر فقال لي أيضًا مثلها ، فلم أنشب أن نظرت إلى أبي جهل وهو يجول في الناس ، فقلت ألا تريان ؟ هذا صاحبكما الذي تسألان عنه . فابتدراه بسيفيهما فضرباه حتى قتلاه ، ثم انصرفا إلى النبي صلى الله عليه وسلم فأخبراه فقال : أيكما قتله ؟ قال كل منهما : أنا قتلته . قال : هل مسحتما سيفيكما ؟ قالا : لا . قال : فنظر النبي صلى الله عليه وسلم في السيفين فقال : كلاكما قتله . وقضى بسلبه لمعاذ بن عمرو بن الجموح . والآخر معاذ ابن عفراء.

## نسبه
مُعَاذ بن الحارث بن رفاعة بن الحارث بن سَوَاد بن مالك بن غَنْم بن مالك ابن النجار. ويعرف بابن عَفْراءَ، وهي أُمه، وهي: عفراءُ بنت عُبَيد بن ثعلبة، من بني غَنْم بن مالك بن النجار.